# Helmholcova slobodna energija
Helmholcova slobodna energija ili Helmholcova funkcija predstavlja termodinamički potencijal, definisan kao razlika između unutrašnje energije Wn i proizvoda temperature T i entropije S:
{\displaystyle F=W_{n}-TS\!\,.}
Prosta energija doseže minimum u ravnotežnom stanju u termodinamičkom sistemu u stalnoj zapremini i pri stalnoj temperaturi.
Odavde se može izvesti zaključak da se maksimalan rad (maksimalno korisna energija), koji podrazumeva bilo koju vrstu rada (A > 0), može dobiti pri konstantnoj temperaturi na račun smanjenja Helmholcove slobodne energije (F2 < F1, F < 0). Zato se termodinamička funkcija F naziva još i funkcija rada. Za ovu veličinu u literaturi se nailazi i na termine "izohorski potencijal" ili "izohorsko-izotermski potencijal" jer se može smatrati energijom koja se potencijalno može prevesti u koristan rad.

## Literatura
- Atkins' Physical Chemistry, 7th edition, by Peter Atkins and Julio de Paula, Oxford University Press
- HyperPhysics Helmholtz Free Energy